# 联合国改革
联合国改革，自从联合国产生之日起，就在不断进行。聯合國改革一詞的指涉範圍很廣，包括從希望消滅聯合國的到希望聯合國有全面功能主張的支持者，都稱他們的看法為聯合國改革。而聯合國官方的說法，則由第七任秘書長科菲·安南最早在1997年所提出。

## 简史

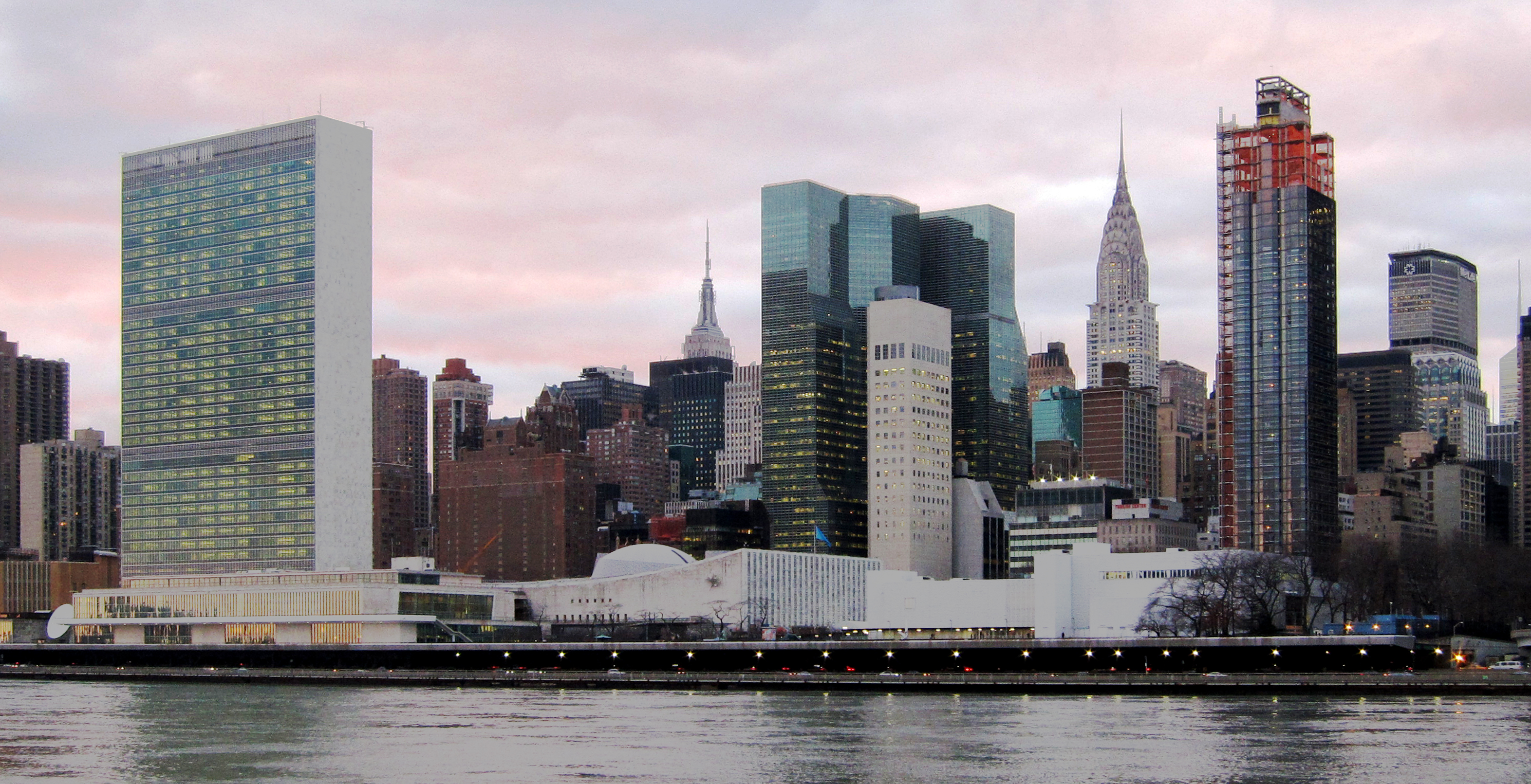
設於美國紐約的聯合國總部

近年來改革聯合國的呼聲日益高漲，但是具體聯合國需要改革的地方依然沒有獲得共識。無論是那些希望聯合國發揮更大作用的人，還是希望聯合國只是提供人道援助的人，都宣稱聯合國應當“改革”，但是他們所希望看到的改革實質卻是很不同的。

### 安全理事會改組

爭取成為常任理事國的四國聯盟

聯合國機構改革中最常被提到及論替的就是擴大安理會常任理事國的席位。當年聯合國安理會常任理事國英國、蘇聯、法國、美國、中國五大常任理事國是1945年聯合國成立之初時设立的。有声音认为其反映的是二戰的勝負結果，以及戰後分配的世界權力格局，與今日的世界局勢已有一定差异。
日本、德國、印度和巴西曾為此組成四国联盟，明確表態共同尋求成為安理會常任理事國，但因各自面臨來自不同方面的反對聲音而未能如願；後來上述各國遂恢復獨力運作爭取的策略。
主要的改革提議，或者強調應透過擴大成員國集團來改善安理會的代表性，或者調整常任理事國結構以反映今日的國際政經實力。例如主張應讓更多位在發展中國家成為常任理事國，如印度、巴西等，或者新加入「不具備否決權的常任理事國」的國家，如日本、德國等。由於安理會改革涉及錯綜複雜的國際關係，並且極可能有損現有常任理事國的大國分配利益，無論何種方案均有相當程度的反對意見以及窒礙難行之處，未來很長一段時間內很難達到共識。改革主推國如日本印度等曾提議安全理事会的改革：方案A和方案B
方案A：增加6个没有否决权的常任理事国席位和3个任期2年的非常任理事国席位。
方案B：不增加常任理事国席位，但新增8个任期4年并可连任的理事国席位，并新增1个任期2年（不可连任）的非常任理事国席位。
至今為止更多方案都曾被提出但在各方爭執中沒有結論，此事涉及國際格局大舉改變等重大利益。

### 大會投票權
此外有声音主張改革投票權，原因是目前大會按國家作單位，每個國家擁有一票，變相小國享有否決權，大小國家票值不相等。小國集團則堅持將改革重點放在安理會工作方法上，包括改革維持和平行動、加強問責、透明和一致性（accountability, transparency, and coherence, ACT），加強國際刑事法院與安理會關系，不對種族清洗罪、戰爭罪和反人類罪使用否決權，以及加強區域組織、制裁機制和預防機制的作用等。
2009年2月聯大決定啟動有關安理會改革的政府間談判，但關於安理會改革的談判“文本”。但一些國家則認為，所謂“文本”只是一個對目前各種方案的歸納，包含了各種有爭議的建議，且也沒得到所有會員國的認同。

### 總部所在地搬迁问题
2019年起陸續發生川普政府不向俄羅斯、伊朗代表團部分成員發出入境簽證，使其無法在聯合國會議出席，為此俄國及其盟友在聯合國一般辯論會議中提出是時候考慮遷出聯合國總部大樓到一個更沒有爭議的國家，他們表示美國似乎誤解了許多事情和誤以為自己有某種不存在的權力，聯合國所在地是國際領土，美國無權審查誰能否來開會的資格，任何國家的代表團中任何一個人只要想來開會就能來，不需要美國的同意。
美方說法是一些人簽證沒有如期發放為技術原因；俄罗斯外交部发言人扎哈罗娃表示此種說法「非常可笑」，似乎貶低了世上所有人的智商；伊朗在會上發言表示聯合總部可以搬到一個更好的国家。其實聯合國搬遷問題在歷史上諸多事件中都曾被提及，屬於一個長期存在議題。

## 主要事件
- 四国联盟
- 聯合國議會大會